# Sinoceratops
Sinoceratops zhuchengensis
Genre
Espèce
Sinoceratops est un genre éteint de dinosaures cératopsiens décrit par Xu Xing et ses collègues en 2010. Il vivait pendant le Crétacé supérieur dans la province chinoise du Shandong dans l'est de la Chine.
L'espèce type, et seule espèce, est Sinoceratops zhuchengensis. Elle a été découverte dans les sédiments fluviatiles du sommet de la formation géologique de Xingezhuang (groupe de Wangshi), datée du Campanien, soit il y a environ entre 83,6 à 72,2 millions d'années. 
C'est l'un des rares membres de la famille des Ceratopsidae à avoir été découvert en dehors de l'Amérique du Nord. C'est également un taxon basal du groupe, possédant des similitudes à la fois avec les centrosaurinés et les chasmosaurinés.

## Description
Sinoceratops mesurait 6 mètres de long et pesait 2 tonnes. Il était considérablement plus grand que la plupart des autres centrosaurinés. Le crâne de Sinoceratops mesurait environ 180 centimètres de long ce qui en fait l'un des plus grands dans cette sous-famille.

## Dans la culture populaire
Sinoceratops apparait dans Jurassic World: Fallen Kingdom, il est cependant représenté avec deux trous dans sa collerette.